# Rickelrath

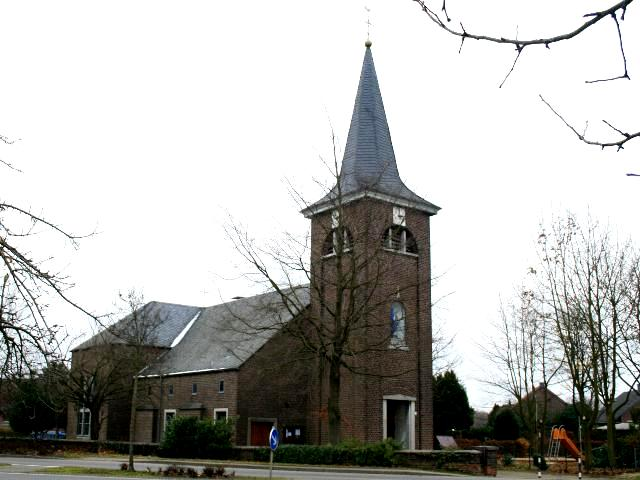
Parochiekerk

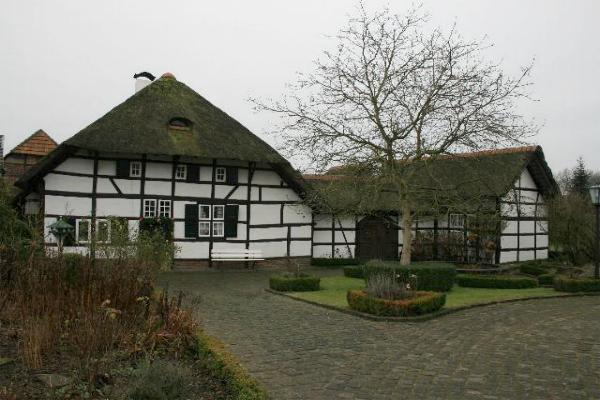
Vakwerkboerderij

Rickelrath is een plaats in de gemeente Wegberg met 710 inwoners.

## Geschiedenis
Rickelrath werd voor het eerst genoemd in 966. Het ontstond om een grote, ellipsvormige weide (Anger). In 1683 werd hier een kapel gebouwd. In 1804 werd Rickelrath tot parochie verheven.

## Bezienswaardigheden
- Onze-Lieve-Vrouw Hemelvaartskerk, van 1710. In 1830 werd de westtoren gebouwd. In 1953 stortte het gewelf in, waarna herbouw in een nieuwe vorm plaatsvond.
- Vakwerkboerderijen
- Schrofmühle, maalvaardige watermolen op de Mühlenbach met expositie: Wegberg und das Tal der Mühlen.

## Natuur en landschap
Rickelrath ligt in het dal van de bovenloop van de Swalmop een hoogte van ongeveer 67 meter. Veel beken stromen ten noorden en ten zuiden van Rickelrath in de Swalm. Hier vindt men het natuurgebied Schwalmquellen, Schwalmbruch, Mühlenbach- und Knippertzbachthal. Ten oosten van Rickelrath bevindt zich het NAVO-hoofdkwartier (Joint Headquarters) van Rheindahlen dat in 1952 werd aangelegd.

## Nabijgelegen kernen
Lüttelforst, Merbeck, Wegberg, Waldniel